# Dave Rowberry
Dave Rowberry (officieel David Eric Rowberry) (Newcastle upon Tyne, 7 juli 1940 - Londen, 6 juni 2003) was een Engelse pianist, organist, arrangeur en componist. Hij was vooral bekend door zijn werk bij The Animals.

## Vroege loopbaan
Dave Rowberry begon in de jaren vijftig piano en orgel te spelen in de jazzscene van zijn geboortestad. In 1962 kwam zijn grote kans toen hij lid werd van the Mike Cotton Jazzmen, een plaatselijke band die dixieland speelde. Trompettist Mike Cotton maakte met zijn groep ook muzikale uitstapjes, waaronder de single "Swing That Hammer", die meer in de Engelse skiffle-traditie paste. Toen de smaak van het Britse publiek onder invloed van the Beatles en the Rolling Stones veranderde, doopte Cotton zijn band om in The Mike Cotton Sound. De groep trad in het Verenigd Koninkrijk en in Europa op als begeleider van onder meer the Four Tops, Gene Pitney en Solomon Burke. Met nummers als Love potion number nine en Watermelon man scoorde de groep op eigen kracht bescheiden hits. Het orgelspel van Rowberry viel op die laatste plaat dusdanig op, dat hij in mei 1965 in beeld kwam, toen the Animals een vervanger zochten voor Alan Price.

## Bij The Animals
Hoewel Rowberry van huis uit meer in de stijl van Ray Charles piano speelde, vroeg Mike Cotton een meer bluesy orgelspel van zijn toetsenman. Dat geluid paste ook bij The Animals. Daar kwam hij, samen met Mickey Gallagher en Zoot Money voor de vrijgekomen plaats van Alan Price in aanmerking. Rowberry zou gekozen zijn omdat hij uiterlijk nog het meest van Price weg had.
Hij kwam in een drukke tijd bij de band, die net het album Animal Tracks moest promoten. Producer Mickie Most stuurde 'zijn' band de hele wereld door, waardoor de spanningen en de vermoeidheid toesloegen. Rowberry kon meteen mee naar de Verenigde Staten.
Terug in Europa nam de band gas terug. Een uitgeputte drummer John Steel verliet de groep en werd vervangen door Barry Jenkins. In deze bezetting werd begonnen aan de opnamen van een nieuwe LP, Animalisms, waarvoor Rowberry twee nummers leverde en ook als arrangeur zou optreden.
The Animals richtten vervolgens de blik steeds meer op de Amerikaanse markt. In november 1966 werd daar nog het album Animalism uitgebracht, met blues- en rockcovers. De band viel vervolgens uiteen en alleen zanger Eric Burdon en Barry Jenkins bleven nog tot 1969, samen met andere muzikanten, actief als Eric Burdon and the Animals.

## Toch weer The Animals
Dave Rowberry werkte in de jaren zeventig en tachtig vooral als sessiemuzikant, onder meer voor Dana Gillespie. Rond 1990 raakte hij weer betrokken bij projecten van zijn oud-collega's. Samen met John Steel en gitarist Hilton Valentine trad hij op als The Animals. Toen de vijf oorspronkelijke Animals in 1994 een plaatsje kregen in de Rock and Roll Hall of Fame, ijverden fans ervoor dat Rowberry's naam, overigens samen met die van Jenkins, hieraan zou worden toegevoegd.
Rowberry mocht min of meer revanche nemen in mei 2001, toen The Animals hun handafdrukken achterlieten op Hollywood’s Rock Walk of Fame. Daar waren Eric Burdon, Hilton Valentine, John Steel en Dave Rowberry in plaats van Alan Price aanwezig. Ze gaven ook een concert. De Rock Walk of Fame is een stuk trottoir langs Sunset Boulevard, waar veel rocksterren hun handafdruk in het beton hebben gezet. Tussen de afdrukken van de vier is daar een kleine gedenkplaat aangebracht voor Animals-basgitarist Chas Chandler, die in 1996 was overleden.
Rowberry bleef tot zijn dood actief als pianist en organist, samen met zijn twee vroegere maten van The Animals. Hij overleed op 6 juni 2003 aan een inwendige bloeding veroorzaakt door een tumor.